# Selgiuchidi
I Selgiùchidi (oppure Turchi selgiuchidi, in turco Selçuklular; in persiano سلجوقيان‎, Saljūqiyān; in arabo سلجوق‎?, Saljūq oppure السلاجقة, al-Salājiqa) furono una dinastia turca il cui ramo principale elesse la sua residenza in Persia (Isfahan). Di fede musulmana sunnita, i Selgiuchidi governarono parte dell'Asia centrale, del Vicino e del Medio Oriente dall'XI al XIV secolo. Essi crearono l'Impero selgiuchide, che si estendeva dall'Anatolia all'attuale Xinjiang ed era il più vasto del suo tempo.

## Descrizione
La dinastia Selgiuchide trae il suo nome da Seljuk, morto intorno all'anno 1000. Entrato in contrasto con il suo signore, lo Yabgu degli Oghuz – una delle tribù turche orientali entrate a fare parte della confederazione dei T'ie-lo, o Toquz Oghuz (Nove Clan) –, il sübašı Seljuk emigrò con il suo gruppo in Transoxiana. Suo figlio Isrāʾīl, coinvolto nelle lotte fra Samanidi e Karakhanidi, si spostò nei domini ghaznavidi.
Dopo essere arrivati in Persia, i Selgiuchidi adottarono la cultura e la lingua persiana e giocarono un importante ruolo nello sviluppo della tradizione turco-persiana. Oggi sono ricordati come grandi patroni della cultura, arte, letteratura e lingua persiana e sono considerati gli antenati culturali dei Turchi occidentali, gli attuali abitanti di Azerbaigian, Turchia e Turkmenistan.
Il primo elemento di spicco, fondatore di fatto della dinastia, fu Toghrul Beg (1037-1063), nipote di Seljük. Questi riuscì a conquistare la Persia e l'Iraq e fu nominato sultano nel 1055 dal califfo abbaside di Baghdad, cui egli impose una rispettosa tutela, resa meno gravosa dalla comune fede sunnita, contro le mene fatimidi, espresse in quel momento a Baghdad dal comandante militare turco-sciita al-Basasiri che, tra il 1056 e il 1059, quasi riuscì a convincere il califfo al-Qa'im ad abdicare e a riconoscere come legittimo califfo di tutta la Umma l'Imam fatimide del Cairo.
Suoi successori diretti furono Alp Arslan e Malikshah.

## Origini

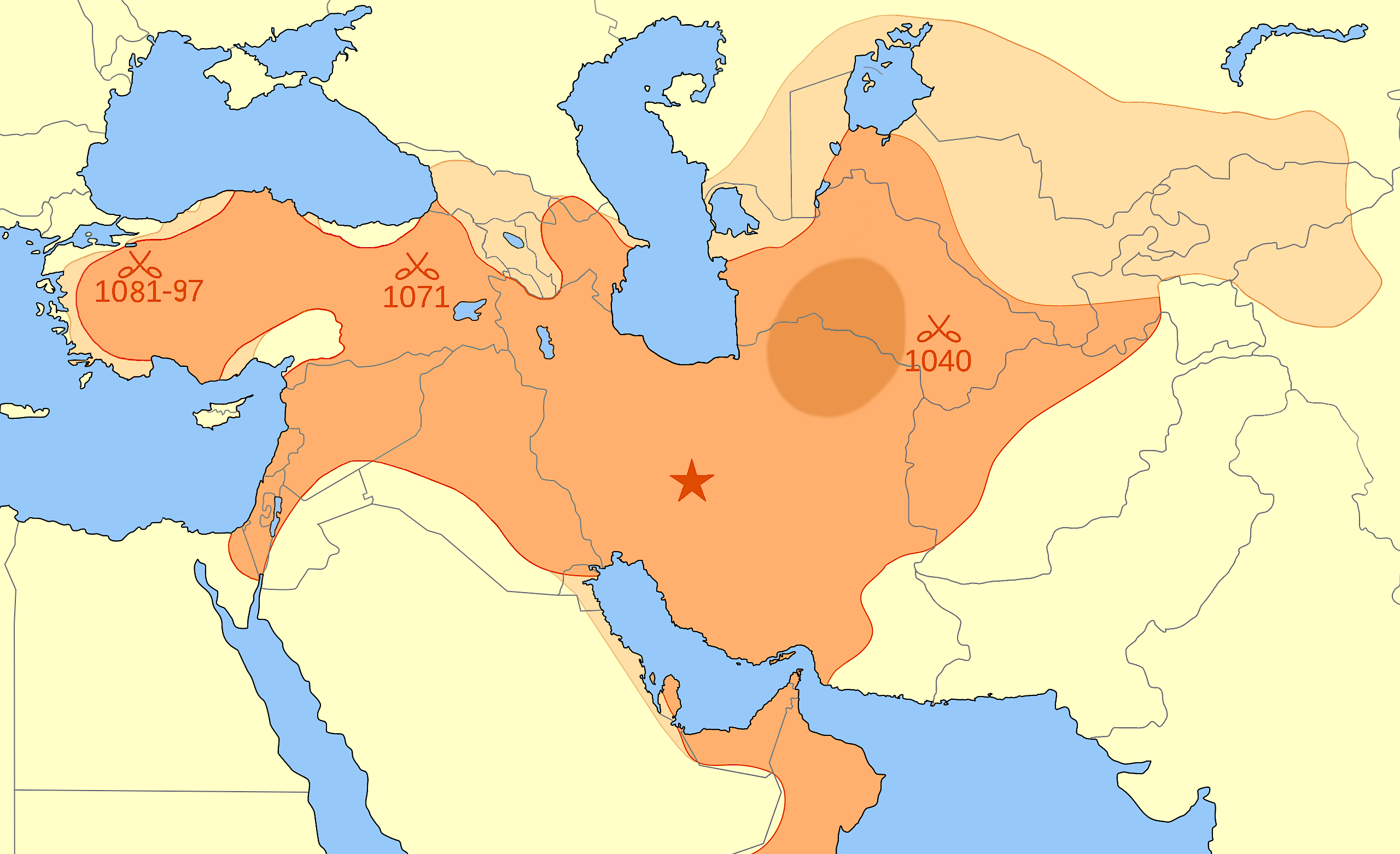
L'Impero selgiuchide nel 1092, alla morte di Malik Shah I

Prima del IX secolo, orde di Turchi attraversarono il Volga fino alle steppe del Mar Nero. Originariamente, la Casa dei Selgiuchidi era un ramo dei Turchi Oghuz Qinik che nel IX secolo viveva alla periferia del mondo musulmano, a nord del Mar Caspio e del lago d'Aral nel loro Khaganato Yabghu della Confederazione Oghuz nella steppa kazaka del Turkestan. Nel X secolo i Selgiuchidi migrarono dalle loro antiche terre verso la Persia, nella provincia del Khorasan, dove si mescolarono alla popolazione locale e adottarono la cultura e la lingua persiana nei decenni successivi.

## Sovrani selgiuchidi

### Sultani della dinastia Selgiuchide
I "Grandi Selgiuchidi" erano i capi della famiglia; in teoria la loro autorità si estendeva a tutti gli altri Selgiuchidi, sebbene in pratica questo non succedesse. I Turchi usavano chiamare il membro più anziano della loro famiglia Grande Selgiuchide, anche se spesso la posizione era associata al sovrano della Persia occidentale.
| Grandi Selgiuchidi | Grandi Selgiuchidi |
| ------------------ | ------------------ |
| Toghrul Beg        | 1037-1063          |
| Alp Arslan         | 1063-1072          |
| Malik Shah I       | 1072-1092          |
| Mahmud I           | 1092-1094          |
| Barkiyaruq         | 1094-1105          |
| Malik Shah II      | 1105               |
| Muhammad I         | 1105-1118          |
| Ahmed Sanjar       | 1118-1153          |

Il figlio di Mehmed I, Mahmud II, gli succedette nella Persia occidentale, ma Sanjar, il governatore del Khorasan dal 1097 e più anziano membro della famiglia, divenne Sultano selgiuchide.
Dopo la morte di Ahmed Sanjar gli Oghuz presero il controllo del Khorasan, e i domini selgiuchidi di Persia vennero divisi tra le signorie di Hamadan e Kerman.

### Sultani selgiuchidi di Hamadan
I sovrani della Persia occidentale mantennero una debole presa sui califfi Abbasidi di Baghdad. Molti emiri turchi ottennero una forte influenza sulla regione, tra cui gli Eldiguzidi.
| Sultani di Hamadan                                                       | Sultani di Hamadan |
| ------------------------------------------------------------------------ | ------------------ |
| Mahmud II                                                                | 1118-1131          |
| Dawud Mas'ud (in Jibal e Azerbaigian Iraniano) 1131 Toghrul II 1132-1134 |                    |
| Mas'ud                                                                   | 1133-1152          |
| Malik Shah III                                                           | 1152-1153          |
| Muhammad II                                                              | 1153-1160          |
| Suleiman Shah                                                            | 1160-1161          |
| Arslan Shah                                                              | 1161-1174          |
| Toghrul III                                                              | 1174-1194          |

Nel 1194 Toghrul III fu ucciso in battaglia dai Khwārezmshāh, che annesse Hamadan.

### Sultani selgiuchidi di Kerman
Kerman era una regione della Persia meridionale. Tra il 1053 e il 1154 il territorio includeva anche l'Oman.
| Sultani di Kerman | Sultani di Kerman |
| ----------------- | ----------------- |
| Qawurd            | 1041-1073         |
| Kerman Shah       | 1073-1074         |
| Sultan Shah       | 1074-1075         |
| Hussain Omar      | 1075-1084         |
| Turan Shah I      | 1084-1096         |
| Iran Shah         | 1096-1101         |
| Arslan Shah I     | 1101-1142         |
| Mehmed I          | 1142-1156         |
| Toghrul Shah      | 1156-1169         |
| Bahram Shah       | 1169-1174         |
| Arslan Shah II    | 1174-1176         |
| Turan Shah II     | 1176-1183         |
| Muhammad Shah     | 1183-1187         |

Muhammad abbandonò Kerman, che cadde nelle mani del guerriero Oghuz Malik Dīnār. Kerman fu infine annessa all'Impero Corasmio nel 1196.

### Sultanato di Rum (1077-1308)
Il sultanato anatolico di Rūm fu vassallo dei Grandi Selgiuchidi di Persia sino alla caduta dell'impero all'inizio del XIV secolo. Solo allora si ha la fine effettiva della linea selgiuchide, anche se ormai privata di ogni significativo potere.

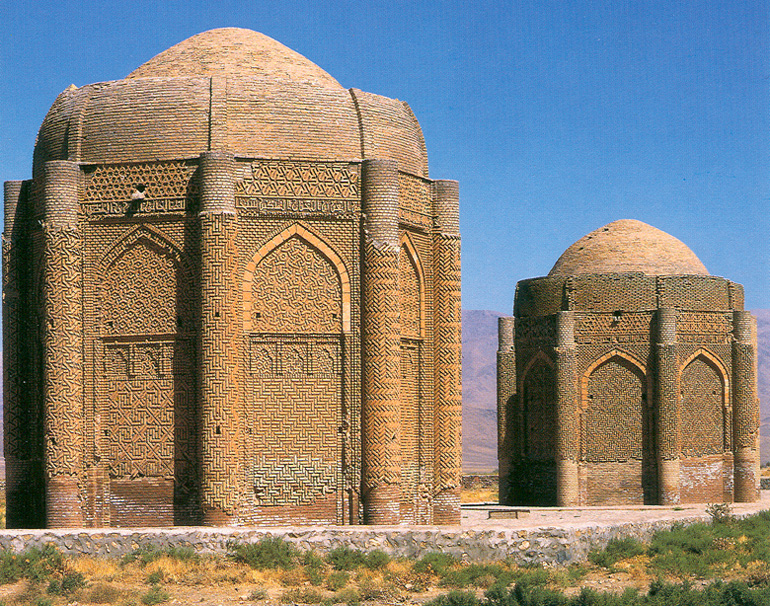
Le torri gemelle di Kharāghān, costruite nel 1053 in Iran, sono la tomba dei principi selgiuchidi.

Il Sultanato di Rum nel 1190, prima della terza crociata.

| Sultani di Rum                                       | Sultani di Rum |
| ---------------------------------------------------- | -------------- |
| Qutulmish                                            | 1060-1077      |
| Suleyman ibn Qutulmish                               | 1077-1086      |
| Qilij Arslan I                                       | 1092-1107      |
| Malikshah                                            | 1107-1116      |
| Mas'ud I                                             | 1116-1156      |
| ʿIzz al-Dīn Qilij Arslan II                          | 1156-1192      |
| Giyāth al-Dīn Kaykhusraw I (primo regno)             | 1192-1196      |
| Rukn al-Dīn Suleymānshāh II                          | 1196-1204      |
| Qilij Arslan III                                     | 1204-1205      |
| Giyāth al-Dīn Kaykhusraw I (secondo regno)           | 1205-1211      |
| ʿIzz al-Dīn Kaykaus I                                | 1211-1220      |
| ʿAlāʾ al-Dīn Kayqubad I                              | 1220-1237      |
| Kaykhusraw II                                        | 1237-1246      |
| ʿIzz al-Dīn Kaykaus II e Rukn al-Din Qilij Arslan IV | 1246-1260      |
| Rukn al-Dīn Qilij Arslan IV                          | 1260-1265      |
| ʿAlāʾ al-Dīn Kayqubad II                             | 1249-1257      |
| Giyāth al-Dīn Kaykhusraw III                         | 1265-1284      |
| Giyāth al-Dīn Masʿūd II (primo regno)                | 1284-1296      |
| ʿAlāʾ al-Dīn Kayqubad III                            | 1298-1302      |
| Giyāth al-Dīn Masʿūd II (secondo regno)              | 1303-1308      |

### Sultanato di Siria (1077-1104)

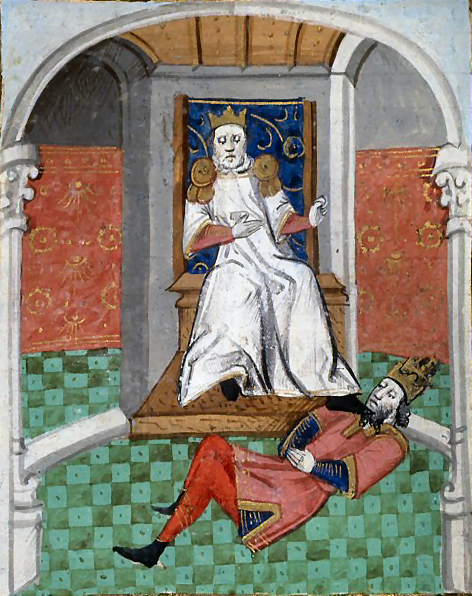
Alp Arslan umilia l'imperatore Romano IV dopo la battaglia di Manzicerta. Da una traduzione francese illustrata del De Casibus Virorum Illustrium di Boccaccio del XV secolo (la realtà storica fu pero ben diversa e l'imperatore, fatto prigioniero, fu liberato sulla parola per farsi inutile relatore delle generose condizioni proposte dal sultano).

Il sultanato di Siria fu Stato vassallo dei Grandi Selgiuchidi, ma già dopo la morte del fondatore venne diviso nei due emirati di Aleppo e Damasco, il primo affidato a Riḍwān e il secondo a Tutush, entrambi figli di Malikshah.
| Sultani di Siria           | Sultani di Siria |
| -------------------------- | ---------------- |
| Tutush I                   | 1085-1086        |
| Malikshah I                | 1086-1187        |
| Aq Sunqur al-Hajib         | 1087-1094        |
| Tutush I (secondo periodo) | 1094-1095        |
| Fakhr al-Mulk Riḍwān       | 1095-1113        |
| Alp Arslan al-Akhras       | 1113-1114        |
| Sultan Shāh                | 1114-1123        |

Successivamente il sultanato passa agli Artuqidi.
| sultani/emiri di Damasco | sultani/emiri di Damasco |
| ------------------------ | ------------------------ |
| Atsiz ibn Uvak           | 1076-1079                |
| Tutush I                 | 1079-1095                |
| Duqaq                    | 1095-1104                |
| Tutush II                | 1104                     |
| Baqtash                  | 1104                     |

In seguito Damasco è assediata dal buride Toghtigin.